# TCO Boeny
El Terrible de la Côte Ouest Boeny es un equipo de fútbol de Madagascar que juega en el Campeonato malgache de fútbol, el torneo de fútbol más importante del país.

## Historia
Fue fundado en la ciudad de Boeny y juega en la región de Ambanja, siendo un equipo que nunca ha sido campeón de Liga y teniendo como su principal logro el de ser campeón de Copa en 1 ocasión en la única final en la que ha estado en el año 2012.
A nivel internacional ha participado en 1 torneo continental, en la Copa Confederación de la CAF 2013, en la que fue eliminado en la Primera ronda por el Ismaily SC de Egipto.

## Palmarés
- Copa de Madagascar: 1

2012

## Participación en competiciones de la CAF
| Temporada | Torneo                       | Ronda      | Club                | Casa | Visita | Global      |
| --------- | ---------------------------- | ---------- | ------------------- | ---- | ------ | ----------- |
| 2013      | Copa Confederación de la CAF | Preliminar | Mbabane Highlanders | 1-2  | 2-1    | 3-3 (5-3 p) |
| 2013      | Copa Confederación de la CAF | 1          | Ismaily SC          | 2-2  | 0-2    | 2-4         |